# Long Weekend
Long Weekend (in de Verenigde Staten uitgebracht als Nature's Grave) is een Australische thriller, annex horrorfilm uit 2008 onder regie van Jamie Blanks. De productie is een nieuwe versie van de gelijknamige film uit 1978.

## Verhaal
Peter en Carla vormen een niet meer zo gelukkig stel. Hoewel ze er samen het beste van proberen te maken, loopt ieder gesprek dat ze voeren uit op onenigheid. Om te proberen er toch nog iets van te maken, gaan ze met hun hond Cricket kamperen op een afgelegen plek aan de kust van de Australische North Coast. Peter heeft een vermogen uitgegeven aan kampeerspullen en heeft er echt zin in. Carla was liever vakantie gaan vieren op een plek met meer luxe. Ze hebben afgesproken hun vriend Luke en zijn vriendin op de afgesproken locatie te ontmoeten.
Omdat de komst van Luke uitblijft, blijken Peter en Carla eenmaal aangekomen volkomen op elkaar aangewezen. In de dagen die volgen vervuilen ze het strandje en het bos en tonen ze geen enkel respect voor het leven van de lokale dieren. Hun troep laten ze overal liggen en Peter schiet uit hobby op het zee- en bosleven. Zonder dat ze doorhebben dat het gebeurt, geven het bos en de dieren daarin Peter en Carla lik op stuk. Het blijkt onmogelijk te zijn om het bos nog uit te komen.

## Rolverdeling
- Jim Caviezel - Peter
- Claudia Karvan - Carla